# Ciclone Pancho
O ciclone Pancho (designação do JTWC: 26S; ciclone tropical intenso Pancho, segundo o CACT de Perth) foi o décimo sistema tropical, o sexto sistema nomeado e o quarto ciclone tropical com ventos máximos sustentados superiores a 120 km/h da temporada de ciclones na região da Austrália de 2007-08.
Pancho formou-se ao sul da ilha de Java, Indonésia e seguiu para o sul e posteriormente para sudeste e leste, no Oceano Índico sudeste. Encontrando condições favoráveis, o ciclone fortaleceu-se, atingindo o pico de intensidade com ventos máximos sustentados de 185 km/h, segundo o Joint Typhoon Warning Center, ou 175 km/h, segundo o Centro de Aviso de Ciclone Tropical de Perth. O ciclone causou, indiretamente, grandes quantidades de chuva na costa oeste da Austrália.

## História meteorológica

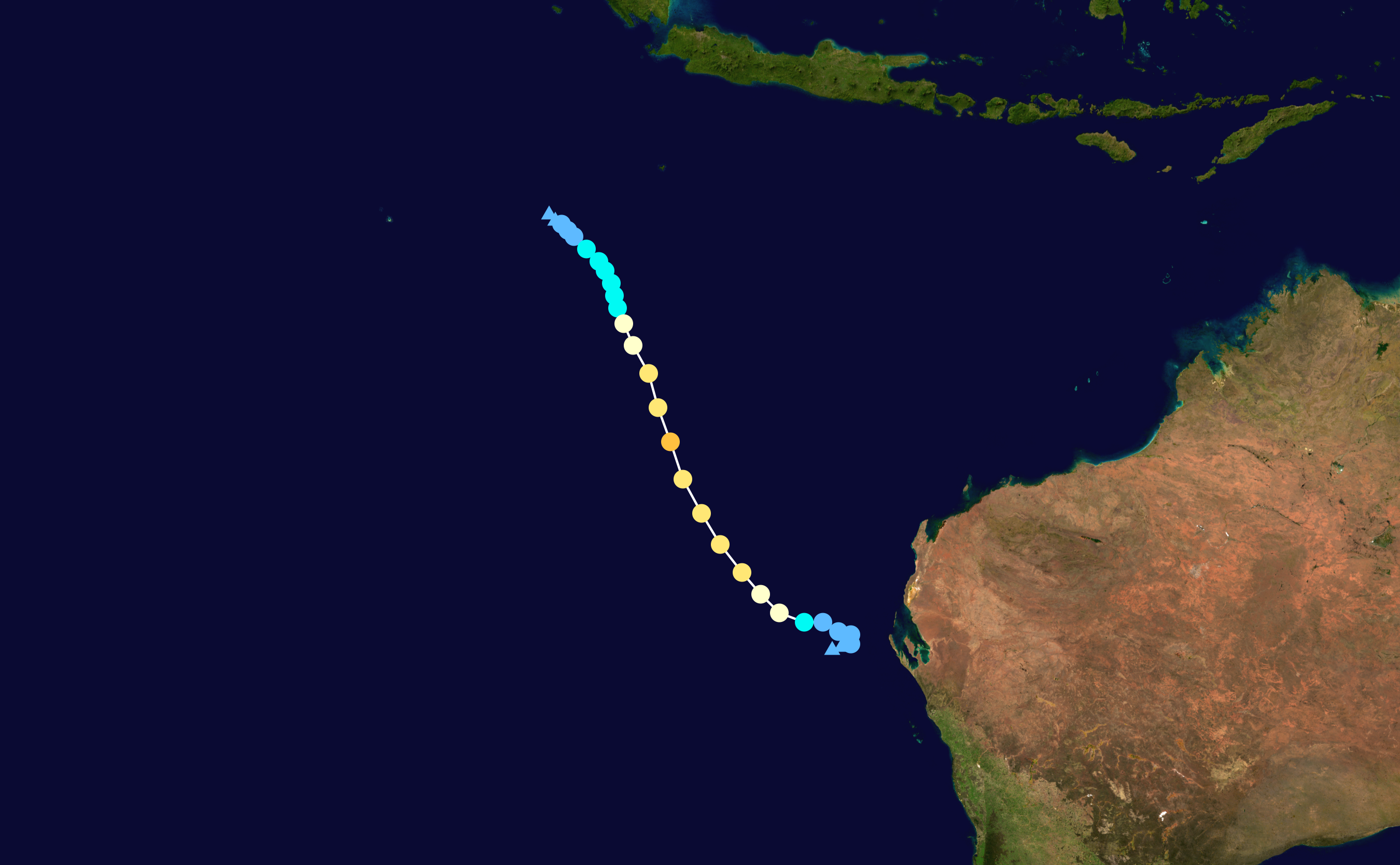
O caminho de Pancho

Em 21 de Março, uma área de distúrbios meteorológicos formou-se ao sul da Ilha de Java, Indonésia. O sistema seguiu para o sul e em 24 de Março, o Centro de Aviso de Ciclone Tropical de Perth classificou esta área como uma área de baixa pressão tropical. Momentos depois, o Joint Typhoon Warning Center emitiu um alerta de formação de ciclone tropical sobre o sistema em desenvolvimento. Ao meio-dia de 24 de Março, o JTWC começou a emitir avisos regulares sobre o ciclone tropical 26S (Pancho). Inicialmente, o sistema já apresentava uma circulação ciclônica de baixos níveis bem definida. Um anticiclone sobre o centro do sistema permitiu uma intensificação relativamente rápida do sistema. Movendo-se para sul-sudeste, devido à influência de uma crista de médias latitudes, o ciclone desenvolveu um centro denso nublado. Pouco depois, o CACT de Perth classificou a área de baixa pressão num ciclone tropical, nomeando o sistema de "Pancho", sendo o sexto sistema tropical nomeado da temporada de ciclones na região da Austrália de 2007-08. Em 26 de Março, o sistema intensificou-se ainda mais devido às boas condições meteorológicas e um olho irregular começou a se formar no centro das áreas de convecção do sistema. Por volta do meio-dia de 26 de Março, o CACT de Perth classificou Pancho como um ciclone tropical intenso. Em 27 de Março, Pancho alcançou seu pico de intensidade com ventos máximos sustentados em 1 minuto de 185 km/h, segundo o JTWC, ou ventos máximos sustentados em 10 minutos de 175 km/h, segundo o CACT de Perth. O sistema também apresentava, naquele momento, um olho irregular, com 33 km de diâmetro.
No entanto, durante a noite (UTC) de 27 de Março, ventos de cisalhamento vindos do noroeste começaram a afetar o sistema. A circulação ciclônica de Pancho tornou-se assimétrica. Em 28 de Março, o centro do ciclone ficou exposto das principais áreas de convecção, que ficaram a sudeste do sistema devido à ação dos ventos de cisalhamento. A aproximação de um cavado de médias latitudes produziu mais ventos de cisalhamento e também trouxe ar seco nos níveis altos do ciclone. Com isso, Pancho começou a se enfraquecer continuamente. Logo depois, o CACT de Perth desclassificou Pancho num ciclone tropical. Os ventos de cisalhamento verticais se intensificaram e o centro da circulação ciclônica de baixos níveis de Pancho ficou totalmente exposto das pequenas áreas restantes de convecção. Na madrugada (UTC) de 29 de Março, o CACT de Perth desclassificou Pancho uma área de baixa pressão e emitiu seu último aviso. Sob a persistência dos ventos de cisalhamento e também devido às águas frias, o ciclone enfraqueceu-se e o JTWC emitiu seu último aviso sobre o sistema.

## Preparativos e impactos
A ação dos ventos de cisalhamento levaram áreas de convecção carregadas de chuvas para a região de Gascoyne, Austrália Ocidental. Exmouth, uma das principais cidades da região, recebeu 129 milímetros de chuva e ventos de mais de 75 km/h. Mais ao sul, Onslow recebeu 167 mm de chuva. Estas duas cidades tiveram suas principais rodovias bloqueadas pela enchente. No entanto, nenhuma casualidade foi registrada. O ciclone trouxe mais benefícios para a região do que danos, já que aliviou uma severa estiagem que já perdurava por vários meses.